# Argyrogrammana amalfreda
Argyrogrammana amalfreda är en fjärilsart som beskrevs av Otto Staudinger 1888. Argyrogrammana amalfreda ingår i släktet Argyrogrammana och familjen Riodinidae. Inga underarter finns listade i Catalogue of Life.